# Parhaplothrix
Parhaplothrix is een kevergeslacht uit de familie van de boktorren (Cerambycidae). De wetenschappelijke naam van het geslacht werd voor het eerst geldig gepubliceerd in 1935 door Breuning.

## Soorten
Parhaplothrix omvat de volgende soorten:
- Parhaplothrix margaretae Gilmour, 1947
- Parhaplothrix strandi Breuning, 1935
- Parhaplothrix sulphureus Breuning, 1954
- Parhaplothrix szetschuanicus Breuning, 1935